# Bichelsee
Bichelsee è una frazione del comune svizzero di Bichelsee-Balterswil, nel Canton Turgovia (distretto di Münchwilen).

## Storia

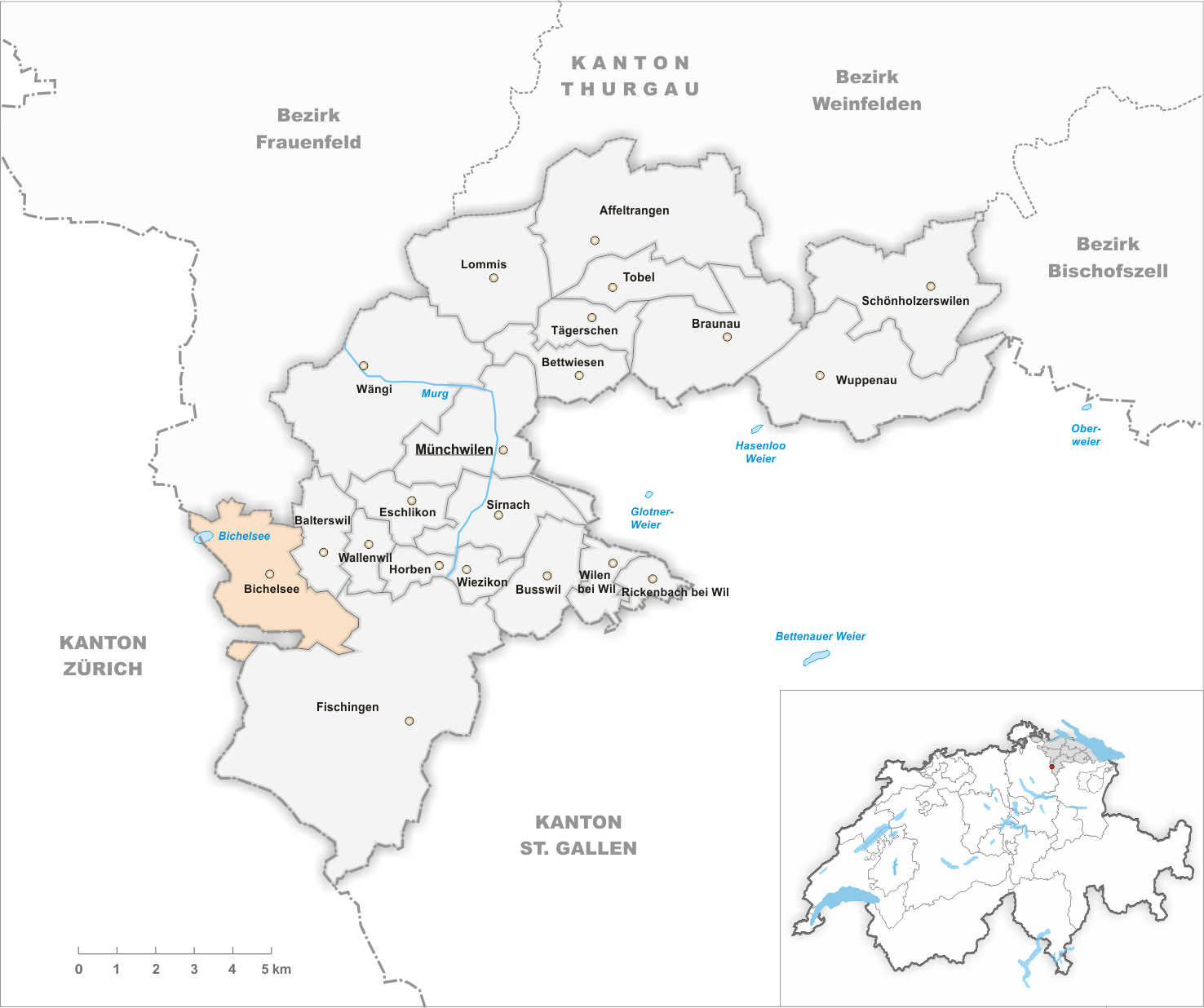
Il territorio del comune di Bichelsee prima degli accorpamenti comunali del 1996

Già comune autonomo (Ortsgemeinde e Munizipalgemeinde) che comprendeva anche le frazioni di Höfli, Itaslen e Niederhofen am Bichelsee, il 1º gennaio 1996 è stato aggregato all'altro comune soppresso di Balterswil per formare il nuovo comune di Bichelsee-Balterswil, del quale Bichelsee è il capoluogo.

## Monumenti e luoghi d'interesse

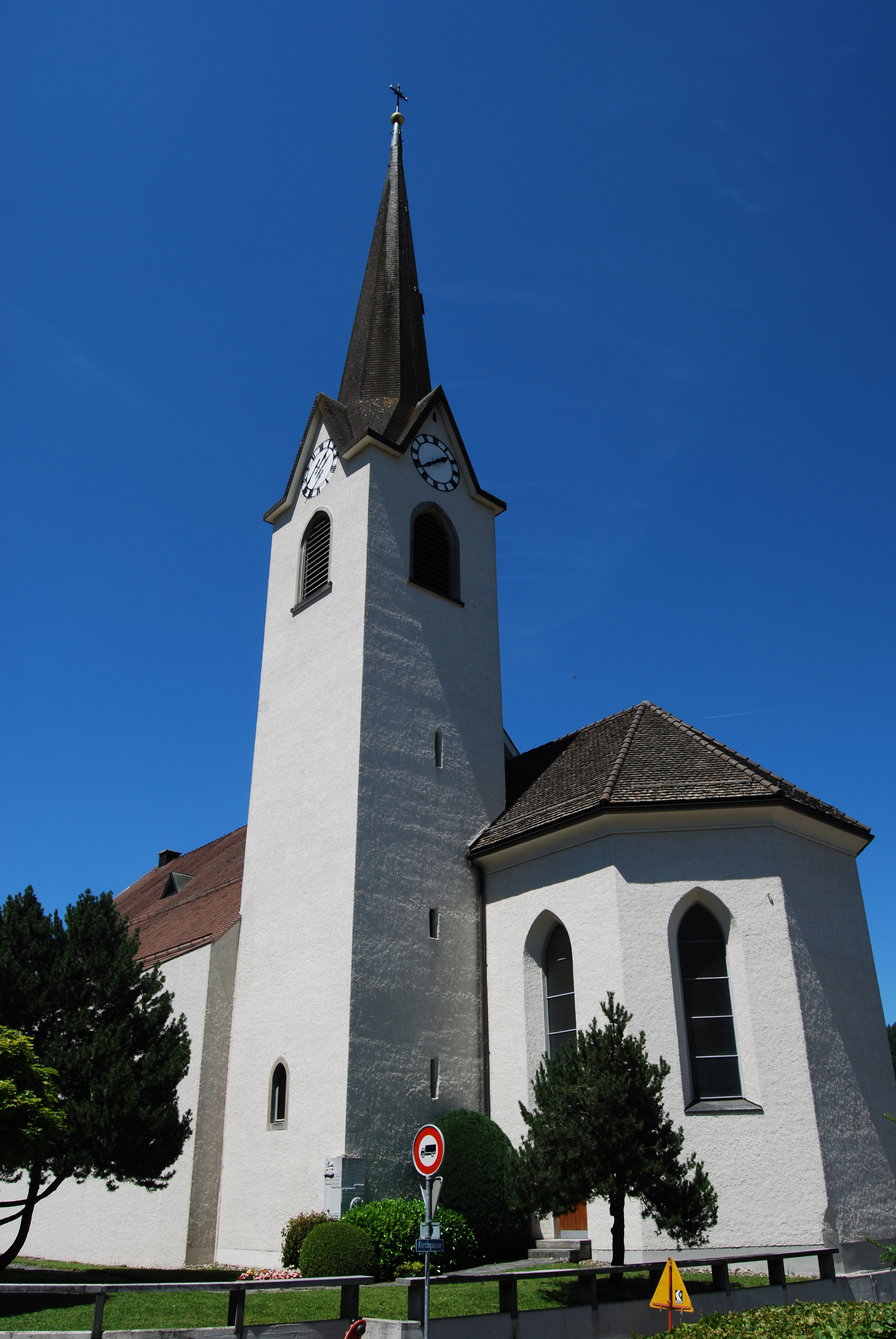
La chiesa di San Biagio

- Chiesa parrocchiale cattolica di San Biagio, già di San Nicola, eretta nel XII secolo[1].

## Società

### Evoluzione demografica
L'evoluzione demografica è riportata nella seguente tabella:
Abitanti censiti

## Amministrazione
Ogni famiglia originaria del luogo fa parte del cosiddetto comune patriziale e ha la responsabilità della manutenzione di ogni bene ricadente all'interno dei confini della frazione.